# رهاب الحب
رهاب الحب أو الفيلوفوبيا (باليونانية "φιλέω-φιλώ" (الحب) و "φοβία" (الرهاب)) هو الخوف من الوقوع في الحُب [الإنجليزية] أو الارتباط العاطفي. وهو غير مدرج في الدليل التشخيصي والإحصائي للاضطرابات النفسية. تؤثر الفيلوفوبيا (رهاب الحب) على حياة الأشخاص وتدفعهم بعيداً عن الالتزام. أحد الجوانب السلبية للخوف من الوقوع في الحب هو أنه يبقي الشخص في عزلة. يمكن أن يتطور أيضًا هذا الخوف بسبب المعتقدات الدينية والثقافية التي تحظر الحب. [بحاجة لمصدر] حيث تُمثل شعورًا بالذنب والإحباط تجاه المشاعر المنبعثة من الداخل.